# H. Deckert et Compagnie
Pour les articles homonymes, voir Deckert.
H. Deckert et Compagnie est un constructeur automobile français.

## Production

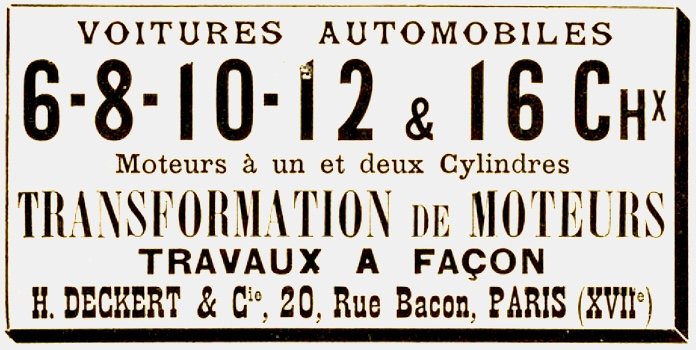
H. Deckert (1903).

Deckert de 1902.

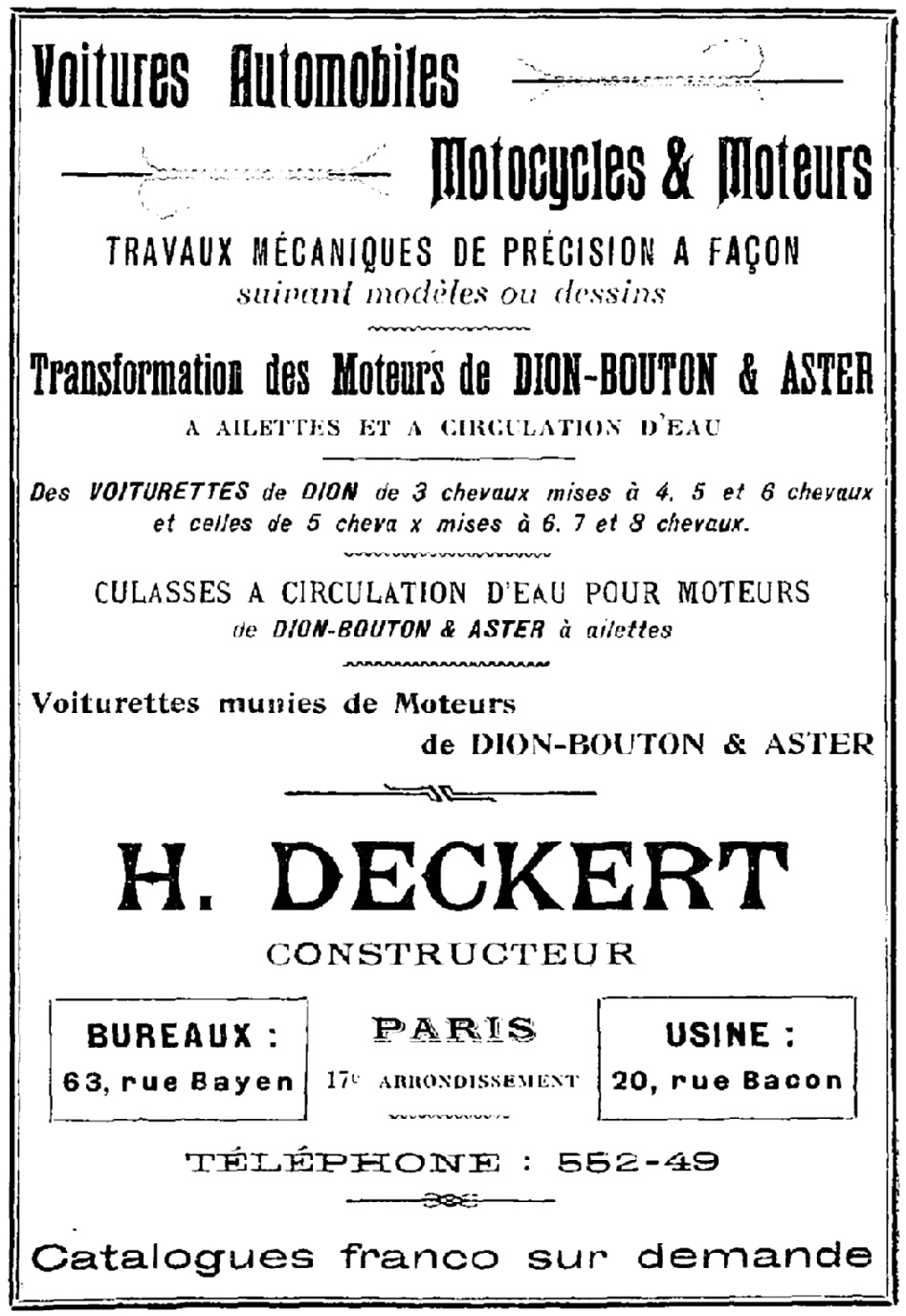
Deckert (1900).

L’entreprise basée à Paris a commencé à produire des automobiles en 1899. Le nom de la marque était Aurore, . L’usine était située au 79 Boulevard Haussmann . Le premier véhicule de 1899 était un tricycle. Plus tard, l’adresse fut donnée comme étant rue bacon n° 20. À partir de 1900, en plus du nom Aurore, le nom de marque Deckert a également été utilisé pour les voiturettes et les automobiles, du nom du propriétaire de l’usine Henri Deckert. Le modèle 6 CV  avait un moteur monocylindre de 6 HP de puissance. Le moteur a été conçu par De Dion Bouton mais a été entièrement redessiné par Deckert et avait une cylindrée de 385 cm³ avec un alésage de 76 mm et une course de 85 mm. Il y avait aussi les modèles 8 CV, 10 CV, 12 CV et 16 CV avec un moteur bicylindre. Le modèle le plus puissant, le 20 CV, était équipé d’un moteur quatre cylindres. Les véhicules ont également été utilisés dans diverses courses. La production s’est terminée en 1906.